# گوش‌صدفیان
گوش‌صدفیان (نام علمی: Kneriidae) نام یک تیره از راسته خامه‌ماهی‌سانان است.